# Pierson Fodé
Pierson Dane Fodé (Moses Lake, 7 novembre 1991) è un attore e modello statunitense famoso per aver interpretato il ruolo di Brooks nella serie televisiva di Disney Channel Jessie, quello di Ely nella commedia romantica Va a finire che ti amo e quello di Thomas Forrester in Beautiful.

## Biografia

### Giovinezza
Pierson Dane Fodé è nato il 7 novembre 1991 a Moses Lake, nello stato di Washington, da Ron e Robin Fodé. Ha due fratelli maggiori, Preston e Payton, ed una sorella minore, Pharron. È cresciuto a Moses Lake con la sua famiglia in una fattoria. All'età di 13 anni, quando era ancora al liceo, ha fondato la Pierced Productions, con la quale ha prodotto, sceneggiato ed interpretato oltre 20 cortometraggi. Dopo essersi diplomato, ha iniziato la sua carriera di attore all'età di 18 anni. Attualmente risiede a Los Angeles.

### Carriera

#### Attore
Fodé ha fatto il suo debutto come attore nel 2012 nella sitcom di Nickelodeon iCarly, dove è apparso nel ruolo di Todd. Nello stesso anno, ha ricevuto lo YouTube Soap Opera Award per il ruolo principale di Jared in Runaways, una web serie trasmessa per due stagioni. Ha poi lavorato nel film televisivo Wrath of God: Confrontation.
Dal 2013 al 2014, Fodé ha interpretato Blazer nella web serie Storytellers. Nel 2014, ha recitato nel film horror Indigenous, che è stato presentato in anteprima al Tribeca Film Festival, e ha recitato nei film Kill Game e Drag Worms.
Nel 2014 venne scelto per interpretare il ruolo di Brooks nella serie televisiva di Disney Channel Jessie.
Nel 2015, Fodé ha recitato al fianco di Victoria Justice nel ruolo di “Ely” nella commedia romantica Va a finire che ti amo. È tornato a recitare in televisione nel ruolo di Thomas Forrester nella soap opera della CBS Beautiful. Il 7 settembre 2017 Soap Opera Digest ha annunciato che Fodé avrebbe lasciato il ruolo di Thomas; ha fatto la sua ultima apparizione il 13 settembre 2017 prima di riprendere la sua interpretazione di Thomas per una trama a breve termine nel 2018.

#### Modello
Fodé è iscritto all'agenzia Wilhelmina Models nel 2011. Come modello, ha ricevuto numerosi premi come Star of the Year, Best Runway Walk, Best Fashion Print Photos, Best Scene Performance, Best TV Spot Read Beauty e Best Smile. Come modello, ha lavorato con Bruce Webber per Abercrombie & Fitch; Vanity Fair; G-Star; Demand Magazine; Akira Clothing; Gilly Hicks;e altri importanti marchi e pubblicazioni nazionali.

### Vita privata
Nel giugno 2019, Fodé ha rivelato su Instagram di aver subito un trauma cerebrale e blackout e che indossava un cardiofrequenzimetro per tenere traccia dei suoi blackout. Si è ora completamente ripreso ed è attivamente impegnato nel cercare di aiutare coloro che soffrono di gravi traumi.
Fodé si diverte a guidare la sua motocicletta; fa paracadutismo e parkour. Pratica volontariato attivamente con enti di beneficenza come Saving Innocence, Heifer International e St. Jude's a Los Angeles.
Fodé ha iniziato a frequentare l'attrice Saxon Sharbino nel 2020.

## Filmografia

### Cinema
- Indigenous, regia di Alastair Orr (2014)
- Va a finire che ti amo (Naomi and Ely's No Kiss List), regia di Kristin Hanggi (2015)
- Kill Game, regia di Robert Mearns (2015)
- Invisible City, regia di Stewart Maclennan – cortometraggio (2016)
- Le reiette (The Outcasts), regia di Peter Hutchings (2017) – non accreditato
- MDMA, regia di Angie Wang (2017)
- Remote Capture, regia di Diante Singley – cortometraggio (2017)
- Wild Hair Salon, regia di Lele Pons – cortometraggio (2019)
- Reboot Camp, regia di Ivo Raza (2020)
- All the Men in My Life, regia di Leila Djansi (2021)
- The Man from Toronto, regia di Patrick Hughes (2022)
- Out of Hand, regia di Brian Skiba (2022)
- The Wrong Paris, regia di Janeen Damian (2025)

### Televisione
- iCarly – serie TV, episodio 6x04 (2012)
- Runaways – webserie, webisodi sconosciuti (2012)
- Wrath of God: Confrontation, regia di Paul D. Quattrocchi – cortometraggio TV (2012)
- Hello Ladies – serie TV, episodio 1x05 (2013)
- Storytellers – webserie, 5 webisodi (2013-2014)
- Il caso Sam (The Assault), regia di Jason Winn – film TV (2014)
- Jessie – serie TV, 5 episodi (2014-2015)
- Jeopardy! – programma TV, puntata 33x88 (2017) – non accreditato
- Beautiful (The Bold and the Beautiful) – soap opera, 280 puntate (2015-2018)
- Hit the Floor – serie TV, episodio 4x03 (2018)
- The Real Bros of Simi Valley – webserie, 6 webisodi (2018-2020)
- Glamorous, regia di Eva Longoria – episodio pilota (2019)
- Dynasty – serie TV, episodi 3x06-3x10 (2019-2020)
- Supergirl – serie TV, episodio 5x15 (2020)
- Tacoma FD – serie TV, episodi 2x06-2x11 (2020)
- Animal Kingdom – serie TV, episodi 6x02-6x04 (2022)
- Leverage: Redemption – serie TV, episodio 2x3 (2022-)

## Riconoscimenti
- 2016: Premio Emmy[12]
  - Nomination Miglior giovane attore in una serie drammatica per Beautiful
- 2017: Premio Emmy[13]
  - Nomination Miglior giovane attore in una serie drammatica per Beautiful

## Doppiatori italiani
Nelle versioni in italiano delle opere in cui ha recitato, Pierson Fodé è stato doppiato da:
- Fabrizio De Flaviis in The Man from Toronto
- Stefano Crescentini in Beautiful
- Marco Bassetti in Supergirl
- Andrea Oldani in Va a finire che ti amo
- Andrea Checchi in Animal Kingdom